# لینتاون (پنسیلوانیا)
لینتاون (به انگلیسی: Linntown) یک منطقهٔ مسکونی در ایالات متحده آمریکا است که در شهرستان یونیون، پنسیلوانیا واقع شده‌است. لینتاون ۱٬۴۸۹ نفر جمعیت دارد.